# Holomňa
Die Holomňa, auch Pašovický potok ist ein rechter Nebenfluss der Olšava in Tschechien.

## Geographie
Die Holomňa entspringt bei Velký Ořechov am südlichen Fuße der des Hügels Za Dvorem (410 m) in der Vizovická vrchovina. An ihrem Lauf gegen Südwesten liegen die Ortschaften Dobrkovice, Pašovice, Grefty, Prakšice, Prakšický Mlýn und Drslavice. Unterhalb von Drslavice überbrückt die Bahnstrecke Brno–Vlárský průsmyk den Bach. Anschließend mündet die Holomňa in die Olšava.
Die Holomňa hat eine Länge von 10,2 km, ihr Einzugsgebiet beträgt 28,2 km².

## Zuflüsse
- Maršovský potok (l), oberhalb Pašovice
- Dobřínský potok (l), unterhalb Pašovice
- Prakšický potok (l), Prakšice